# Coryphopterus personatus
Coryphopterus personatus es una especie de peces de la familia de los Gobiidae en el orden de los Perciformes.

## Morfología
Los machos pueden llegar a alcanzar los 4 cm de longitud total.

## Distribución geográfica
Se encuentra desde Florida, Bermuda y Bahamas hasta el norte de Sudamérica, incluyendo las Pequeñas Antillas.

## Observaciones
Es inofensivo para los humanos.